# Bonino da Campione

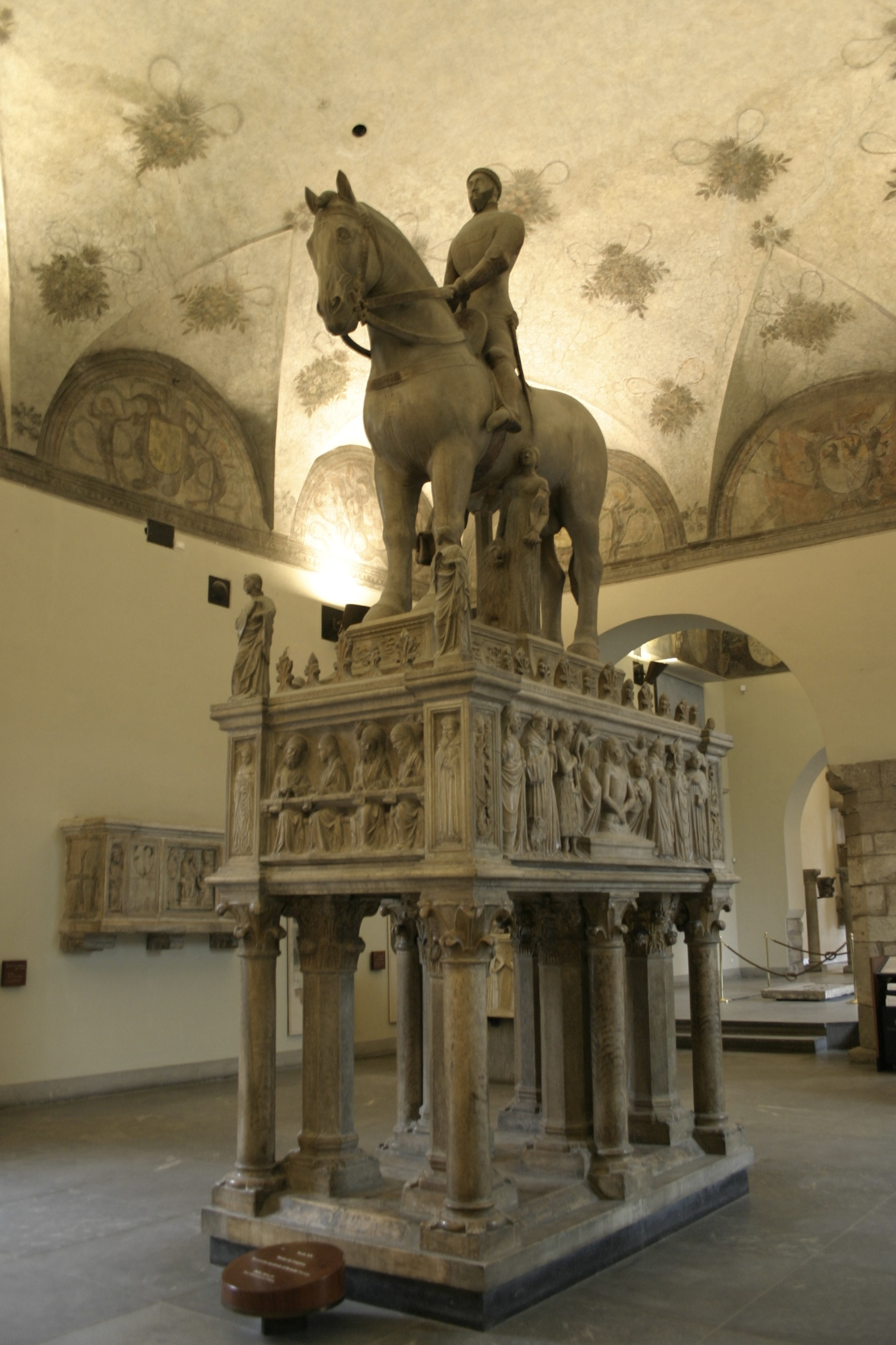
Bonino da Campione: Ruitermonument voor Bernabò Visconti (Milaan)

Bonino da Campione was een Italiaans beeldhouwer uit het Trecento die in de gotische stijl werkte. Hij was actief tussen 1350 en 1390.
Zijn naam geeft aan dat hij werd geboren in  (of behoorde tot een gezin dat van oorsprong afkomstig was van) Campione d'Italia, een stad in Lombardije en een enclave in Zwitserland. Zijn werk omvat:
- De graftombe van bisschop Balduino Lambertini (1349) in de oude kathedraal van Brescia
- Een monument voor Folchino de'Schizzi (1357) in de kathedraal van Cremona
- Het graf van de heilige Homobonus van Cremona (thans verloren)
- Een van de graven voor de familie Visconti in de Basiliek van Sant'Eustorgio in Milaan
- Een ruitermonument van Bernabò Visconti (1363), nu in het Museum van Oude Kunst in het Castello Sforzesco te Milaan
- Het monument van Cansignorio della Scala (1374) in de Santa Maria Antica in Verona.

- Gemeinsame Normdatei: 124085709
- Library of Congress Control Number: nr2002025849
- RKD-Nederlands Instituut voor Kunstgeschiedenis: 129177
- Union List of Artist Names: 500128021
- Virtual International Authority File: 2059147665810760670006